# Svellnuten
Der Svellnuten (norwegisch für Eistafelgipfel) ist ein niedriger Berg im ostantarktischen Königin-Maud-Land. Im Borg-Massiv ragt er auf der Ostseite des Jøkulskarvet auf. 
Norwegische Kartographen, die den Berg auch in Anlehnung an die Benennung des benachbarten Gletscherhangs Breidsvellet benannten, kartierten ihn anhand geodätischer Vermessungen und Luftaufnahmen der Norwegisch-Britisch-Schwedischen Antarktisexpedition (1949–1952).